# Zbigniew Dolatowski
Zbigniew Dolatowski (ur. 27 marca 1927 w Poznaniu, zm. 17 stycznia 2001 w Warszawie) – grafik, twórca ekslibrisów.

## Biogram
Do szkół powszechnych przed wojną chodził w Poznaniu, potem w Rogoźnie. W grudniu 1939 roku, w czasie wojny rodzina – matka, starszy brat i on – została wysiedlona z Poznania; wywieziono ich do Generalnej Guberni, gdzie trafili do Miechowa, pod Krakowem. Tam chodził do szkoły powszechnej, którą skończył w 1941, a następnie do szkoły handlowej i zaczął pracować. Pasał kozy, pracował także jako szklarz i przez parę lat w introligatorni. Ta ostatnia umiejętność była mu przydatna przez całe życie – książka, także jako dzieło sztuki, pozostawała zawsze w centrum jego zainteresowań.
Po wojnie rodzina zamieszkała w Zabrzu. Maturę zdał w technikum budowlanym w Bytomiu. Na wymarzoną architekturę w Krakowie nie udało mu się dostać – nie ukończył więc studiów wyższych, był samoukiem (w latach 1950–1954 chodził do ogniska plastycznego w Grodzisku Mazowieckim pod Warszawą, prowadzonego przez malarza Jana Skotnickiego z historykiem sztuki Andrzejem Kossakowskim).
Po ślubie (1949) z Krystyną Łubińską, romanistką (tłumaczką Emila Zoli, Guy de Maupassant i Marguerite Yourcenar), przenieśli się w 1950 do Warszawy, gdzie mieszkali do końca życia. Od 1950 aż do emerytury, czyli do 1992, pracował w Instytucie Urbanistyki i Architektury (i instytucjach, które były kontynuacją tego instytutu) jako kreślarz, rysownik i grafik. Opracowywał graficznie liczne wydawnictwa Instytutu, począwszy od serii „Elementy Urbanistyki Polskiej”. Praca w Instytucie i możność korzystania ze zbiorów biblioteki Instytutu pogłębiły jego zainteresowanie zarówno historią sztuki, jak i liternictwem, co później znalazło odzwierciedlenie w jego twórczości ekslibrisowej. Jego rangę jako liternika, grafika-liternika doceniał Roman Tomaszewski.
Od połowy lat 50. XX w. wydał w swojej oficynie wydawniczej kilkadziesiąt książek  od „Rzeczy o Szawarze” Adama Kotarbińskiego (1954), po „Pchłę i rabina” Adama Mickiewicza (1998) (w zbiorach Biblioteki Narodowej jest zapis: Pchła i rabin / Adam Mickiewicz ; w dwusetną rocznicę urodzin Poety wyciął w linoleum i wydał w 22 numerowanych egzemplarzach Zbigniew Dolatowski).
Wśród tych wydawnictw było też 38 zeszytów „Exlibrisów Zbigniewa Dolatowskiego” (1962–2000), 12 tomików „Exlibrisów konkursowych” i „Konkursowych znaków książkowych” (1983–1994).
W latach 70. XX w. opracowywał druki bibliofilskie dla Muzeum im. Przypkowskich w Jędrzejowie (m.in. S. Przypkowskiego „Ad æquinoctium autumnale”). Od 1980 do śmierci współpracował z Arno Piechorowskim, który w Reutlingen założył wydawnictwo bibliofilskie (Aldus-Presse Reicheneck) - dla tej oficyny opracował typograficznie i zilustrował 10 książek (m.in. E. A. Poe, „Der Rabe /The Raven”). Tu również ukazał się drukiem artykuł o nim.
Nadawał także kształt graficzny wydawnictwom „Biblioteki Anińskiej” Jerzego Z. Golskiego, Muzeum Historycznego m. st. Warszawy itp.
Od 1970 do śmierci był członkiem Towarzystwa Przyjaciół Książki w Warszawie, w którym był obok Andrzeja Bednarczyka i Romana Tomaszewskiego założycielem Koła Typografów, w latach 1975–1980 przygotował 5 bibliofilskich wydawnictw książkowych, poczynając od Syreniusza „Pór roku. Kalendarza fenologicznego”, a kończąc na Cz. Miłosza „Podróży. Kompozycji”. Opracował kształt graficzny czasopisma ekslibrisowego „el”, stworzonego w 1990 przez jednego z przyjaciół, bibliofila Janusza M. Szymańskiego.
Od 1973 należał do Związku Polskich Artystów Plastyków, od 1988 do Związku Artystów „Polska Sztuka Użytkowa”.

## Twórczość artystyczna
Uprawiał grafikę artystyczną i użytkową, szczególnie małe formy, a wśród nich przede wszystkim – ekslibris, głównie w dwóch technikach – linorytu i drzeworytu sztorcowego. Z początku wykonywał ekslibrisy dla przyjaciół, a z czasem także na zamówienie osób prywatnych, bibliotek i instytucji. Pierwsze wyciął w 1956, a do 2000 stworzył ich 878. Z czasem osiągnął wyjątkowy poziom w ekslibrisach ciętych w technice drzeworytu sztorcowego, szczególnie klasycznych, czarno-białych, literniczych.
Od lat 60. XX w. uczestniczył w krajowych i zagranicznych wystawach zbiorowych, m.in.: Międzynarodowe Biennale Ekslibrisu Współczesnego w Malborku (I–XVIII, 1963–2000), wystawy pokonkursowe Konkursu Graficznego im. Józefa Gielniaka w Jeleniej Górze (w 1977, 1978, 1979 i 1985, z 3 wyróżnieniami), Międzynarodowym Quadriennale – Małe Formy Graficzne w Bańskiej Bystrzycy w Czechosłowacji, (1973 i 1977 r.), Małe Formy Grafiki w Łodzi (1979, 1981, 1987), Quadriennale Drzeworytu i Linorytu Polskiego w Olsztynie (wyróżnienie w 199l r. za zestaw prac), wystawie pokonkursowej „Laureaci 1973–1978” w Warszawie w 1979 r., wystawie pokonkursowej Ogólnopolskiego Konkursu na Grafikę o Tematyce Biblijnej (Warszawa 1984 – II nagroda), corocznej Międzynarodowej Wystawie Miniatur w Toronto (w latach 1987–1990), wystawie „Międzynarodowy Drzeworyt” w Urawa (Japonia; 1987, 1988, 1989).

## Wystawy
Od 1966 prezentował swoje prace na licznych wystawach indywidualnych zagranicą: w Appeldorn (Holandia), Frederikshavn (Dania), w Kronach, Münsingen i Pfullingen, Reutlingen (dwukrotnie) i Schloss Bauschlott (Niemcy), a w kraju w Częstochowie, Jędrzejowie, w Koszalinie i Słupsku, Lublinie, Malborku, Łodzi (trzykrotnie: 1968, 1974, 1991), Łowiczu, Piotrkowie Trybunalskim, Płocku, Starym Sączu, Toruniu i w Warszawie (dwukrotnie).
Jego styl był rozpoznawalny, a gmerk którym się posługiwał, znany jest wszystkim miłośnikom ekslibrisów.
Był laureatem nagród i wyróżnień w konkursach i wystawach grafiki. Wiele z nich uzyskał w dziedzinie ekslibrisu; między innymi czterokrotnie w Barcelonie (Hiszpania), w Luino (Włochy, 1986, 1. nagroda w konkursie „Lago Maggiore”) i Torgiano (Włochy, 1987), w Nancy (Francja) – Grand Prix, w Turynie – 1. nagroda, i w Nałęczowie – 1. nagroda.
Od początku 2000 przygotowywał się do wystawy swojego życia w Warszawskiej Galerii Ekslibrisu, opracował treść i formę katalogu i wystawy, a dwa tygodnie przed jej otwarciem zmarł.
Janina Saffarini, prowadząca wówczas Warszawską Galerię Ekslibrisu, tak napisała we wstępie do katalogu owej wystawy „snuliśmy projekty dotyczące jego wystawy w galerii, omawialiśmy punkt po punkcie ekspozycję, katalog i scenariusz wernisażu. Zbyszek bardzo się cieszył na tę wystawę, nie mógł doczekać się jej terminu. Od kilku miesięcy przygotowywał bardzo starannie materiały do ekspozycji i uzupełniał listę opus. Cieszył się, że tylu przyjaciół przyjęło zaproszenie na wernisaż. Spotkanie miało być „wielką galą” świata ekslibrisowego. (…) Zabrakło dwóch tygodni, żeby zrealizować jego marzenia do końca. Z wystawą Zbyszka i wielkim żalem po nim wchodzimy w nowe tysiąclecie”.

## Odznaczenia
W 1975 uhonorowany był Odznaką „Zasłużony Działacz Kultury”.